# Sabin Tambrea

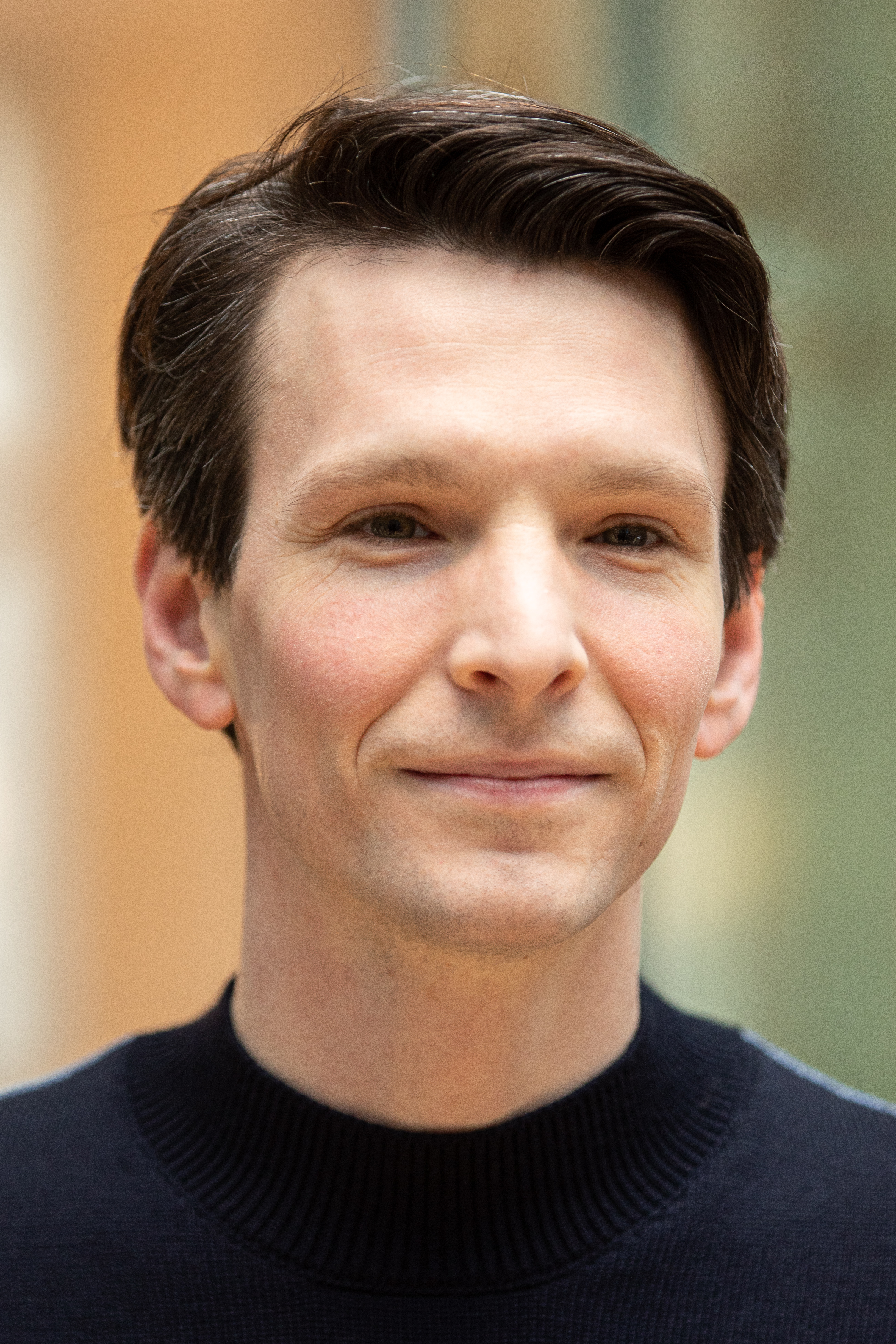
Sabin Tambrea, 2020

Sabin Tambrea, rumänisch Sabin Țambrea (* 18. November 1984 in Târgu Mureș), ist ein deutscher Theater- und Filmschauspieler und Autor rumänischer Abstammung.  2021 erschien sein Debütroman Nachtleben bei Atlantik / Hoffmann und Campe.

## Leben

### Kindheit und Ausbildung
Sabin Tambrea wurde in Rumänien geboren und entstammt einer Musikerfamilie. Zur Zeit des rumänischen Diktators Nicolae Ceaușescu setzte sich sein Vater, ein Orchestermusiker, 1986 auf einer Konzertreise nach Frankreich ab. Im Rahmen der Familienzusammenführung siedelte ein Jahr danach die Mutter mit ihm und seiner Schwester zum Vater nach Deutschland über, wo sie zunächst in Marl lebten und später nach Hagen umzogen; dort wuchs Sabin Tambrea auf.
Tambreas Eltern sind Mitglieder des Philharmonischen Orchesters Hagen bzw. der Dortmunder Philharmoniker. Seine Schwester Alina Armonas-Tambrea war Mitglied des Trio Enescu und ist Dozentin für Violine an der Darmstädter Akademie für Tonkunst.
Tambrea erhielt ab dem vierten Lebensjahr Musikunterricht auf der Violine. Ebenso studierte er das Bratsche- und Klavierspiel sowie das Dirigieren. Sein Bühnendebüt gab Tambrea im Alter von sechs Jahren als Solist im Kinderchor des Theaters Hagen. Zwischen 1994 und 2002 nahm er als Violinist mehrfach auf Regional- und Landesebene am Wettbewerb Jugend musiziert teil. Dabei belegte er sechsmal den ersten Platz und wurde daraufhin Mitglied des Landesjugendorchesters Nordrhein-Westfalens.
Im Alter von 18 Jahren beendete Tambrea den Musikunterricht, um sich der Schauspielerei zu widmen. 2006 gelang ihm die Aufnahme an der Hochschule für Schauspielkunst „Ernst Busch“ in Berlin. Dort ließ sich Tambrea bis 2010 zum Schauspieler ausbilden.

### Arbeit als Theater- und Filmschauspieler
Noch während seines Schauspielstudiums fand Tambrea Aufnahme als Theaterschauspieler am Berliner Ensemble, wo er 2008 mit weiteren Jungdarstellern in Claus Peymanns Inszenierung von Frank Wedekinds Frühlings Erwachen als Melchior auf der Bühne stand. Weitere Auftritte an diesem Schauspielhaus folgten, u. a. als junger Krieger und Titelheld in Boris Jacobys Philotas (2010), als Jack the Ripper in Robert Wilsons Version von Lulu (2011) sowie in der Doppelrolle der Viola und des Sebastian in Katharina Thalbachs Inszenierung von Shakespeares Was ihr wollt (2012). Rückblickend gab Tambrea an, von Beginn an Theaterrollen bekommen zu haben, „die eigentlich zu groß waren für mein Können zur jeweiligen Zeit, aber an denen ich wachsen durfte“.
Parallel zur Arbeit im Theater begann Tambrea in Film- und Fernsehproduktionen in Erscheinung zu treten. Nach Sprecherrollen beim Deutschlandradio erschien er 2009 als eitler und unter Mordverdacht stehender Musikschüler André Kollwitz in der Polizeiruf-110-Folge Der Tod und das Mädchen. 2011 folgte sein Kinodebüt mit einer kleinen Rolle in Christian Schwochows Drama Die Unsichtbare. Anfang Juni desselben Jahres wurde Tambreas Verpflichtung als bayerischer „Märchenkönig“ Ludwig II. in Marie Noëlles und Peter Sehrs gleichnamiger Kinoproduktion bekannt, die Ende Dezember 2012 in den deutschen Kinos startete. Tambrea spielt an der Seite von Hannah Herzsprung den jugendlichen Regenten, während Sebastian Schipper den erwachsenen Ludwig verkörpert. Tambrea setzte sich beim Casting gegen mehr als 360 Konkurrenten durch und nahm in Vorbereitung auf die Dreharbeiten vier Monate lang Reitunterricht. Seine Darstellung brachte ihm den Bayerischen Filmpreis, den New Faces Award, den Preis als bester Hauptdarsteller beim ersten historischen Filmfestival in Waterloo sowie eine Nominierung für den Deutschen Filmpreis ein. 2014 war Tambrea als Siegfried in Dieter Wedels Filmeinspieler für die Nibelungenfestspiele Worms zu sehen. Ein Jahr später folgte die Hauptrolle als eifersüchtiger französischer Liebhaber von Alice Dwyer in Andrina Mračnikars Kinofilm Ma Folie sowie der Part als diabolischer SS-Untersturmführer Hermann Reineboth in Philipp Kadelbachs Fernsehfilm Nackt unter Wölfen (beide 2015). In dem ARD-Historiendrama Das Geheimnis der Hebamme, basierend auf Sabine Eberts „Hebammen“-Saga, spielte Tambrea die Rolle des Bösewichts Randolf (2016). Große Popularität verschafften ihm seine Rollen im Ku‘damm-TV-Dreiteiler (2016/2018/2021) und der Serie Babylon Berlin (2020).

### Privates
Tambrea lebt in Berlin und ist seit 2018 mit der Schauspielerin Alice Dwyer verheiratet. Er bezeichnet sich selbst als offenen Atheisten. 2024 wurden Tambrea und Dwyer Eltern eines Kindes.

## Theaterstücke (Auswahl)
| Jahr    | Theaterstück                                      | Rolle                              | Regie                                        | Bühne                                                     |
| ------- | ------------------------------------------------- | ---------------------------------- | -------------------------------------------- | --------------------------------------------------------- |
| 2002    | Winner and Loser                                  | Julian                             | Lutz Hübner                                  | Theater Hagen                                             |
| 2003    | In einem tiefen dunklen Wald                      | Hauptrolle                         | Paul Maar                                    | Theater Hagen                                             |
| 2004    | Shakespeare sämtliche Werke                       | Chris                              | Adam Long Long, Daniel Singer, Jess Winfield | Theater Hagen                                             |
| 2004    | Indien                                            | Wirt/Priester                      | Alfred Dorfer                                | Theater Hagen                                             |
| 2004    | nellie goodbye                                    | Jonny                              | Lutz Hübner                                  | Theater Hagen                                             |
| 2005    | Der Vetter aus Dingsda                            | Hans                               | Werner Hahn                                  | Theater Hagen                                             |
| 2005    | Norway Today                                      | August                             | Igor Bauershima                              | Theater Hagen                                             |
| 2006    | Ehrensache                                        | Cem                                | Lutz Hübner                                  | Theater Ernst-Busch-Schule                                |
| 2006    | Das Geheimnis der Irma Vep / Komödie              | Hauptrolle                         | Charles Ludlam                               | Theater Hagen                                             |
| 2006    | Anatevka                                          | Perchik                            | Jerry Bock                                   | Theater Hagen                                             |
| 2007    | Liliom                                            | Ficsur                             | Hilde Stark                                  | Theater Hagen                                             |
| 2008    | Hermannschlacht                                   | Hermann                            | Margarete Schuler                            | Theater Ernst-Busch-Schule                                |
| 2008/09 | Frühlings Erwachen                                | Melchior Gabor                     | Claus Peymann                                | Berliner Ensemble Internationale Maifestspiele, Wiesbaden |
| 2009    | Shakespeares Sonette                              | Woman/Lady                         | Robert Wilson                                | Berliner Ensemble                                         |
| 2010    | Das Käthchen von Heilbronn                        | Graf von Strahl                    | Simone Blattner                              | Berliner Ensemble                                         |
| 2010    | Im Dickicht der Städte                            | George Garga                       | Katharina Thalbach                           | Berliner Ensemble                                         |
| 2011    | Lulu                                              | Jack the Ripper                    | Robert Wilson                                | Berliner Ensemble                                         |
| 2012    | Geschichten aus dem Wiener Wald                   | Alfred                             | Enrico Lübbe                                 | Berliner Ensemble                                         |
| 2012    | Was ihr wollt                                     | Viola/Sebastian                    | Katharina Thalbach                           | Berliner Ensemble                                         |
| 2013    | Peter Pan                                         | Peter Pan                          | Robert Wilson                                | Berliner Ensemble                                         |
| 2014    | Die Kannibalen                                    | Klaub                              | Philipp Tiedemann                            | Berliner Ensemble                                         |
| 2015    | Schwarze Milch der Frühe – Der Dichter Paul Celan | …                                  | Jutta Ferbers                                | Berliner Ensemble                                         |
| 2017    | Prinz Friedrich von Homburg                       | Prinz Friedrich Arthur von Homburg | Claus Peymann                                | Berliner Ensemble                                         |

## Filmografie (Auswahl)
- 2007–2008: Disneys Kurze Pause (Fernsehserie)
- 2009: Kai & Kira (Kurzfilm)[18]
- 2009: Shakespeares Sonette (Fernsehfilm)
- 2009: Polizeiruf 110 – Der Tod und das Mädchen (Fernsehreihe)
- 2010: Kai apkabinsiu tave
- 2011: Die Unsichtbare
- 2012: Ludwig II.
- 2013: Tatort – Machtlos (Fernsehreihe)
- 2013: Fliehkraft (Kurzfilm)[19]
- 2013: Das große Heft
- 2015: Wishing Tree[20]
- 2015: Jesus Cries
- 2015: Ma Folie
- 2015: Nackt unter Wölfen (Fernsehfilm)
- 2016: Ku’damm 56 (Fernseh-Dreiteiler)
- 2016: Das Geheimnis der Hebamme (Fernsehfilm)
- 2016: Tatort – Die Geschichte vom bösen Friederich
- 2016: Der Athen-Krimi – Trojanische Pferde (Fernsehreihe)
- 2016: Berlin Station
- 2016: Strawberry Bubblegums
- 2016: Jack the Ripper – Eine Frau jagt einen Mörder (Fernsehfilm)
- 2016: Hey Bunny
- 2016: Marie Curie
- 2017: Bella Block – Am Abgrund (Fernsehreihe)[21]
- 2017: Der Mann aus dem Eis
- 2017: Rübezahls Schatz (Fernsehfilm)
- 2018: Neben der Spur – Sag, es tut dir leid (Fernsehreihe)
- 2018: Ku’damm 59 (Fernseh-Dreiteiler)
- 2018: Hackerville
- 2019: Ostwind – Aris Ankunft
- 2019: Blind ermittelt – Blutsbande (Fernsehreihe)
- 2019: La Gomera
- 2020: Babylon Berlin, 3. Staffel
- 2020: Narziss und Goldmund
- 2020: Abenteuer eines Mathematikers (Adventures of a Mathematician)
- 2020: Ausgebremst
- 2020: Louis van Beethoven (Fernsehfilm)
- 2020: Der gute Bulle – Nur Tote reden nicht
- 2021: Ku’damm 63 (Fernsehfilm)
- 2021: Letzte Spur Berlin – Der Tod ist groß
- 2021: Zero (Fernsehfilm)
- 2021: KBV – Keine besonderen Vorkommnisse (Fernsehserie)
- 2021: Dengler – Kreuzberg Blues
- 2022: In einem Land, das es nicht mehr gibt
- 2023: Asbest (Fernsehserie)
- 2023: Deutsches Haus (Fernsehserie)
- 2024: Der gute Bulle: Heaven can wait
- 2024: Die Herrlichkeit des Lebens
- 2025: Der Heimweg
- 2025: Ku'damm 77

## Publikationen
- Nachtleben, Atlantik Verlag Hamburg, 2021;
- Vaterländer, Gutkindverlag Berlin, 2024;

## Sprecher in Hörbüchern
- Jocelyne Saucier: Niemals ohne sie. Übers. Sonja Finck. Random House Audio, 2019
- Ta-Nehisi Coates: Der Wassertänzer. Random House Audio, 2020
- Takis Würger: Noah. Von einem, der überlebte. Random House Audio, 2021

## Auszeichnungen
- 2012: Bayerischer Filmpreis, Nachwuchsdarstellerpreis für Ludwig II.
- 2013: New Faces Award für Ludwig II.
- 2013: Daphne-Preis der TheaterGemeinde Berlin für herausragende junge Darsteller[8]
- 2013: Historical Filmfestival Waterloo: Bester Hauptdarsteller für Ludwig II.
- 2013: Deutscher Filmpreis: Nominierung für Ludwig II. (Beste darstellerische Leistung – männliche Hauptrolle)
- 2022: Günter-Rohrbach-Filmpreis – Darstellerpreis für In einem Land, das es nicht mehr gibt gemeinsam mit Marlene Burow und David Schütter[22][23]